# David Grace
David Grace (ur. 5 maja 1985 w Anglii) – angielski snookerzysta.

## Kariera amatorska
W 2003 wygrał Pontins Under-19 Championship. Dwa lata później zwyciężył w turnieju English Amateur Championship, co również udało mu się w[2008. Także w 2008 roku wygrał w amatorskich mistrzostwach EBSA European Championship, co umożliwiło mu grę w stawce najlepszych snookerzystów świata.

## Kariera zawodowa
Wygrana w EBSA European Championship pozwoliła mu na udział w turniejach Main Touru w sezonie 2008/2009.

### Sezon 2008/2009
W tym sezonie brał udział w kwalifikacjach do wszystkich ośmiu rankingowych turniejów Main Touru.
Kwalifikacje do Northern Ireland Trophy 2008 przegrał z Simonem Bedfordem 1-5. Podobna sytuacja miała miejsce podczas kwalifikacji do Shanghai Masters 2008, gdzie przegrał z Kuldeshem Johalem 3-5.  W kwalifikacjach do Grand Prix 2008 miał miejsce najlepszy występ tego zawodnika w sezonie: po zwycięstwach z Jamiem Jonesem 5-3 i Rodem Lawlerem 5-4 doszedł do trzeciej rundy, gdzie przegrał z Liangiem Wenbo 3-5. Kwalifikacje do Bahrain Championship 2008 zakończył już w pierwszej rundzie, przegrywając z Robertem Stephenem 2-5. W kwalifikacjach do UK Championship 2008 przegrał 8-9 z Jimmym White’em. W kwalifikacjach do Welsh Open 2009 został pokonany 4-5 ponownie przez Jimmy’ego White’a. Kwalifikacje do China Open 2009 zakończyły się przegraną 3-5 z Patrickiem Wallace’em.
Brał także udział w kwalifikacjach do turnieju Masters 2009, jednak odpadł w pierwszym meczu, przegrywając z Jamiem Cope’em 3-5.
W kwalifikacjach do mistrzostw świata w 2009 przegrał w pierwszej rundzie, ulegając Anglikowi Simonowi Bedfordowi 6-10.

## Statystyka zwycięstw

### Amatorskie
- Pontins Under-19 Championship – 2003
- English Amateur Championship – 2005, 2008
- EBSA European Championship – 2008